# لودوفيكو الأول غونزاغا
لودوفيكو غونزاغا الأول (1268 - 1360) يعرف أكثر باسم لويجي، أول قائد للشعب في مانتوفا ونائب إمبراطوري.
ابن غويدو (مات 1318)، وحفيد أنطونيو (مات 1283).
انتخب قائد شعب مانتوفا سنة 1328، أُعلن نائب إمبراطوري في سنة 1329 من قـِبل لويس الرابع، الإمبراطور الروماني المقدس.
تمكن من الإطاحة بالحاكم رينالدو بوناكولسي (أغسطس 1328) بدعم من كانغراندي الأول ديلا سكالا الذي زوده بالمشاة والفرسان، فأعلن القائد العام مع الحق في تعيين خليفته. بعد مرور عقد من الزمن عزز علاقات الصداقة مع فيرونا بدعمه ماستينو الثاني ديلا سكالا الذي بدوره كان متحالفاً مع الغاصب لودريزيو فيسكونتي ضد شقيقه لوكينو حاكم ميلانو، فأرسل لودوفيكو أيضاً مجموعة من الجنود للانضمام إلى حملة سان جورجو التي هزمت بعد ذلك في معركة بارابياغو في 21 فبراير 1339.
لديه ثمانية عشر إبناً من ضمنهم خليفته غويدو.